# Dietrich Fischer-Dieskau
Dietrich Fischer-Dieskau (Berlijn, 28 mei 1925 – Berg (Starnberger See), 18 mei 2012) was een Duitse baritonzanger. Hij was gespecialiseerd in het lied, maar zong ook opera en oratoria. Hij was tevens dirigent, kunstschilder en musicoloog. Hij werd door velen als een van de belangrijkste klassieke liedzangers van de tweede helft van de twintigste eeuw gezien en is een van de meest opgenomen artiesten (meer dan 400 elpees en cd's).

## Levensloop

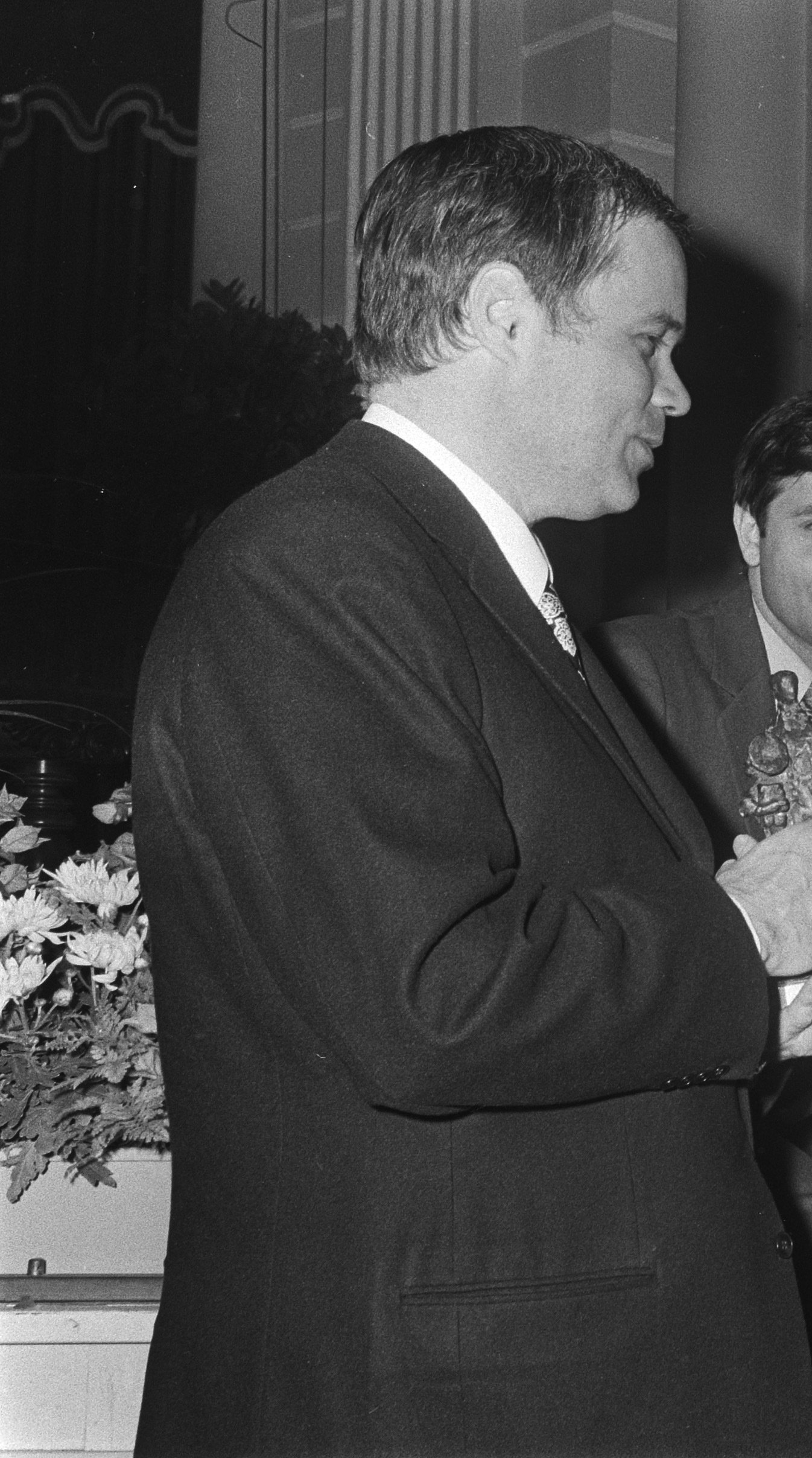
Fischer-Dieskau in 1970

Zijn carrière begon in januari 1948, toen hij – nog als student bij Hermann Weissenborn – de liederencyclus Winterreise van Schubert zong voor de radio. In hetzelfde jaar verbond hij zich aan de Städtische Oper Berlin. In 1949 maakte hij zijn eerste plaatopname: de Vier Ernste Gesänge van Brahms. Hij had gastrollen in de operahuizen van München en Wenen. Verdere mijlpalen waren in 1951 de Lieder eines fahrenden Gesellen van Mahler bij de Salzburger Festspiele onder leiding van Wilhelm Furtwängler en in hetzelfde jaar zijn debuut op het festival van Edinburgh. In 1952 maakte hij zijn eerste tournee door de Verenigde Staten. In 1954 had hij zijn eerste optreden bij de Bayreuther Festspiele. Hij zong samen met Anneliese Rothenberger, Elisabeth Schwarzkopf en vele anderen. Tot zijn begeleiders behoorden Gerald Moore en Jörg Demus, en ook maakte hij opnamen met Svjatoslav Richter, Murray Perahia, Alfred Brendel en Daniel Barenboim.
Vanaf 1983 doceerde Fischer-Dieskau aan de Hochschule der Künste in Berlijn. Op 31 december 1992 sloot hij op een oudejaarsavondgala in München zijn zangcarrière af met de fuga "Tutto nel mondo è burla" uit Verdi's opera Falstaff.
De musicus was eredoctor aan de universiteiten van Oxford, Parijs (Sorbonne) en Heidelberg alsook aan Yale.

## Persoonlijk

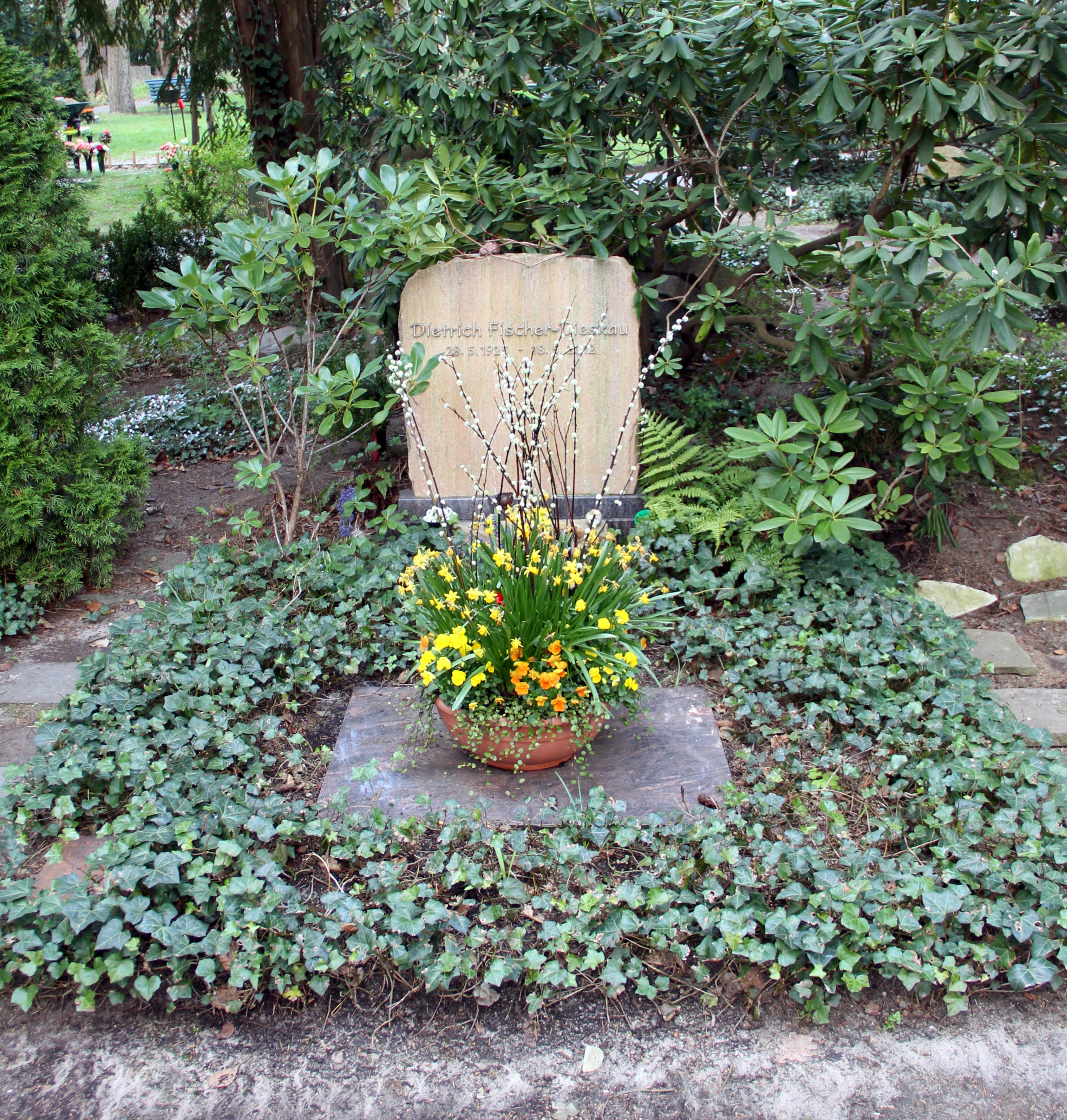
Graf van Dietrich Fischer-Dieskau in Berlin-Westend

Fischer-Dieskau huwde vier keer. In 1949 trouwde hij met de celliste Irmgard Poppen. Zij stierf in 1963 bij de geboorte van hun derde zoon. Van 1965 tot 1967 was hij getrouwd met de toneel- en filmactrice Ruth Leuwerik en van 1968 tot 1975 met de Amerikaanse Christina Pugel. In 1977 trouwde hij met de sopraan en zangpedagoge Júlia Várady.

## Publicaties (selectie)
- Auf den Spuren der Schubert-Lieder. Werden, Wesen, Wirkung, Brockhaus, Wiesbaden, 1971.
- Wagner und Nietzsche: der Mystagoge und sein Abtrünniger, Deutsche Verlags-Anstalt, Stuttgart, 1974.
- Robert Schumann: Wort und Musik. Das Vokalwerk, Deutsche Verlags-Anstalt, Stuttgart, 1981.
- Töne sprechen, Worte klingen. Zur Geschichte und Interpretation des Gesangs, Deutsche Verlags-Anstalt, Stuttgart, 1985
- Nachklang. Ansichten und Erinnerungen, Deutsche Verlags-Anstalt, Stuttgart, 1987.
- Fern die Klage des Fauns. Claude Debussy und seine Welt, Deutsche Verlags-Anstalt, Stuttgart, 1993.
- Franz Schubert und seine Lieder, Insel, Frankfurt, 1999.
- Die Welt des Gesangs, Metzler, Stuttgart, 1999.
- Johannes Brahms. Leben und Lieder, List, Berlin, 2008.
- Jupiter und ich. Begegnungen mit Furtwängler, Berlin University Press, Berlin, 2009.
- Das deutsche Klavierlied, Berlin University Press, Berlin, 2012.

## Prijzen en onderscheidingen (selectie)
- 1958: Bundesverdienstkreuz I. Klasse
- 1962: Mozart-Medaille, Wien
- 1974: Orde van Verdienste van de Bondsrepubliek Duitsland
- 1980: Ernst von Siemens Muziekprijs
- 1984: Beierse Maximiliaansorde voor Wetenschap en Kunst
- 1984: Pour le Mérite
- 1987: Robert Schumann Prijs van de stad Zwickau
- 1988: Ernst von Siemens Muziekprijs
- 1994: Wilhelm Pits Preis, Bayreuth
- 2000: Ereburgerschap van Berlijn
- 2002: Praemium Imperiale voor zijn levenswerk
- 2005: Polar Music Prize
- 2008: Hugo Wolf Medaille
- Diverse onderscheidingen voor zijn grammofoonplaatopnamen, waaronder zes Grammy Awards

## Muziekfragment
Dietrich Fischer-Dieskau zingt "Nun seh' ich wohl, warum so dunkle Flammen" uit Mahlers liederencyclus Kindertotenlieder met de Berliner Philharmoniker o.l.v. Rudolf Kempe (1955).
|  |                                                            |
|  | Nun seh' ich wohl, warum so dunkle Flammen (download·info) |